# Étang de Berre

Die Lage des Étang de Berre

Der Étang de Berre ist eine Meeresbucht in der Provence in Südfrankreich, die ein Salzwassermoor enthält.
Sie liegt an der Küstenregion Côte Bleue, nordwestlich von Marseille und östlich des Rhonetals und ist durch den schmalen Canal de Caronte mit dem Golf von Fos verbunden. Damit erfüllt sie die Kriterien für ein Haff. Mit ihrer Ausdehnung von 155,3 km² gilt sie zugleich als größter Binnensee Frankreichs. Dieser ist heute durch den von einer Autobahnbrücke überquerten Canal de Caronte auch für große Schiffe vom Mittelmeer aus zugänglich.

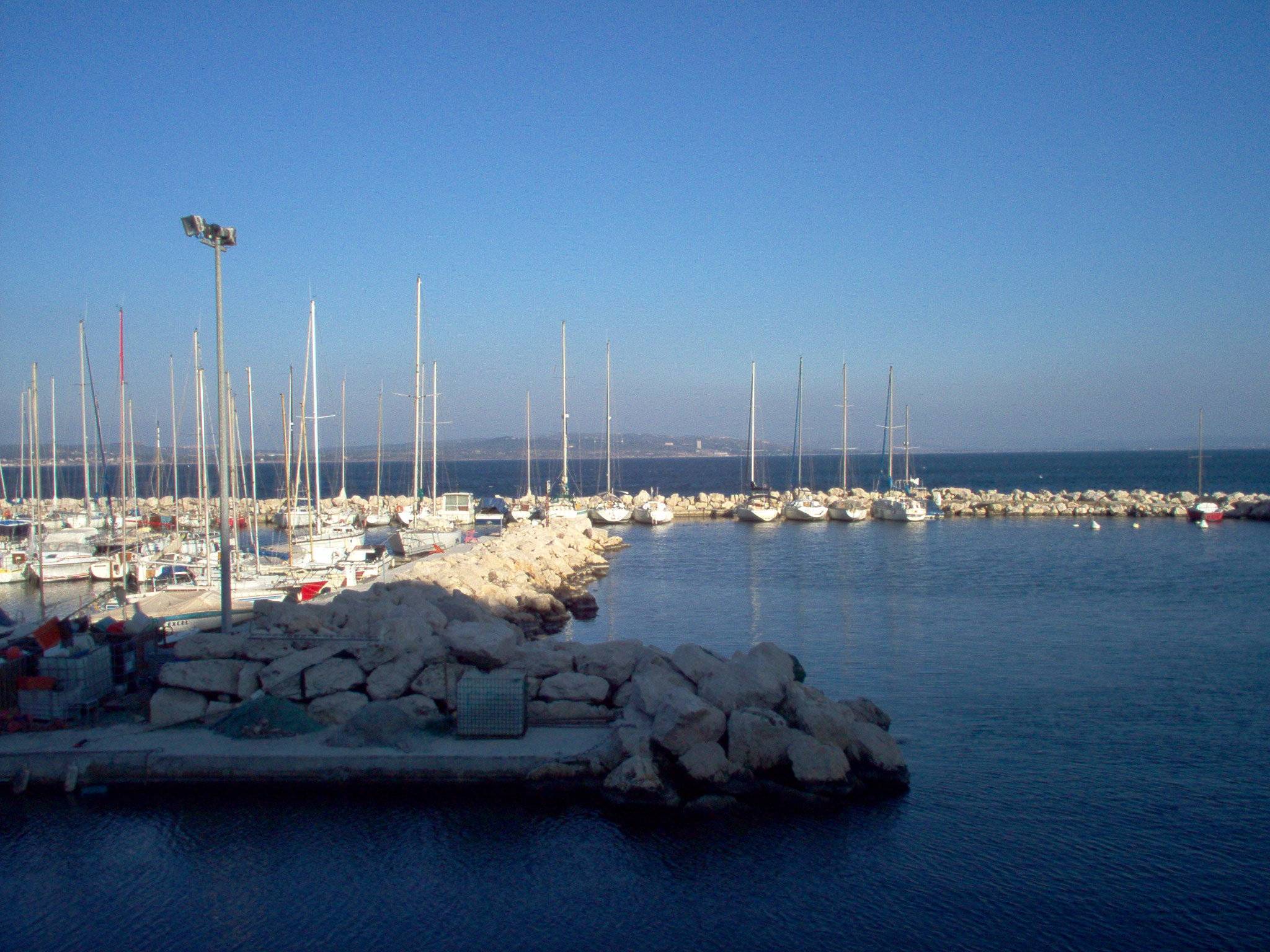
Port Istres am Étang de Berre

Hierdurch gehört sein Hafengebiet zusammen mit dem Erdölhafen am Golf von Fos und einem Vorhafen im Mündungsdelta der Rhône zu dem Hafenkomplex von Marseille, der nach dem von Rotterdam als der zweitbedeutendste Seehafen Europas gilt. Die aus Kalkgestein bestehende Bergkette Chaîne de l’Estaque bildet eine natürliche Barriere zum Meer. Der Étang de Berre wird zur Seesalzgewinnung und zur Muschelzucht genutzt. In seiner Umgebung sind ein Wasserkraftwerk und Erdölraffinerien angesiedelt, was zu Umweltproblemen führt.
In der Nähe liegen die Hafenstadt Martigues, die aufgrund der sie durchziehenden Kanäle auch als „kleines Venedig“ bezeichnet wird, und der aufgrund seiner zentralen Lage für den Süden Frankreichs wichtige Flughafen Marseille Provence. Oberhalb des Tales liegt die kleine Stadt Miramas, deren Ursprünge bis ins 5. Jahrhundert zurückreichen und die als Dorf im Jahre 964 erstmals urkundlich erwähnt wurde. Der historische Ortskern weist noch heute mittelalterliche Befestigungen und ein Schloss auf. Bis um den Étang de Berre herum reicht das noch junge Weinbaugebiet Côteaux d’Aix. In den Étang de Berre mündet der kleine Fluss Arc.
Eine zweite (künstliche) Verbindung mit dem Mittelmeer gibt es seit 1926. Der Canal de Marseille au Rhône verband den Étang de Berre durch den Tunnel du Rove (unter dem Estaque-Gebirge) mit dem Hafen von Marseille. Seit Einsturz eines Teils des Tunnel du Rove im Jahre 1963 ist der Kanal jedoch nicht mehr befahrbar.

## Wirtschaft der Region Étang de Berre
Mit der Gründung der Nebenhäfen von Berre im Jahr 1919 durch die Handelskammer, dem Bau des Erdölhafens von Lavera am Eingang des „Étang de Berre“ und dem Ende der 1960er Jahre endlich beschlossenen und in den 1970er Jahren ausgeführten Hafen- und Industrieprojekts von Fos, traten erste Veränderungen der Wirtschaftsstruktur rund um den Étang de Berre auf. Bis zu dieser Zeit wurde rund um den See größtenteils von Landwirtschaft gelebt. Durch die Expansion der Stadt Marseille und deren Industrie in Richtung des Étang de Berre siedelten hier zunächst Metallindustrie und später auch Petrochemieindustrie sowie Unternehmen der Luft- und Raumfahrttechnik an. Ein Großteil der wirtschaftlichen Dynamik liegt heute in den Gebieten westlich von Marseille, also in der Region Étang de Berre – sei es bei der Wahl des Wohnortes, der Lokalisierung der Industriearbeitsplätze oder den Dienstleistungsbetrieben. Mit dieser Dynamik kam es auch zu einem enormen Wachstum vieler Gemeinden rund um den See, die sich teilweise heute noch ausdehnen.

## Petrochemie
Erdöl und dessen Weiterverarbeitung gaben in den Jahren zwischen 1920 und 1950 den Anstoß zur Einrichtung der maritimen Infrastruktur von Berre und von Martigues. Fos hat sich erst eine Generation später (in den 1970er Jahren) als Standort für die Erdölweiterverarbeitung etablieren können. Aufgrund der Tatsache, dass im Laufe der Jahre einige Raffinerien entlang des Étang de Berre errichtet wurden, siedelten dort auch zahlreiche Unternehmen aus der Petrochemiebranche an. Durch eine fortwährend steigende Nachfrage nach Öl ist es zu einer Auslastung der Raffinerien gekommen und so mussten bereits 1976 ca. 126 Mio. Tonnen Rohöl importiert werden. Die gestiegene Nachfrage hatte zudem auch einen Standortwechsel vieler Raffineriebetreiber zur Folge. Zunächst befanden sich die Raffinerien aufgrund der Nähe zu den Rohölhäfen an den Küsten. Neuere Raffinerien wurden jedoch in die Nähe der Verbrauchermärkte, also in den Regionen von Lyon und Paris errichtet.
Einige der insgesamt zwölf Raffinerien Frankreichs befinden sich jedoch noch heute an Standorten rund um den Étang de Berre: Die Shell Pétrochimie Mediterranée in Berre L’Étang hat inklusive des firmeneigenen Hafengeländes eine Größe von etwa 1000 Hektar. Dort werden jährlich ca. 4 Mio. Tonnen Öl verarbeitet.
In Lavéra befindet sich eine Raffinerie der Firma INEOS, die seit 2005 der BP angehört. In Fos besitzt das Unternehmen EXXON Mobil eine Raffinerie, die eine Produktionsleistung von 5,5 Mio. Tonnen jährlich erreicht. So haben drei der fünf größten Unternehmen der Welt (nach Jahresumsatz und Jahresgewinn) Standorte am Étang de Berre. Zudem betreibt das Unternehmen Total Fina Elf in La Méde eine Raffinerie.
Über Pipelines, unter anderem die Südeuropäische Pipeline, wird Gas sowie Öl bis nach Paris, Lyon und bis nach Deutschland transportiert. Zur Weiterverarbeitung des Öls finden sich rund um den See auch Betriebe der Chemie- und Kunststoffindustrie. In Fos befindet sich zudem eine der größten Gasraffinerien Frankreichs.

## Luft- und Raumfahrttechnik
Die Region Étang de Berre kann ohne Zweifel als ein bedeutender Standort für die Flug- und Raumfahrtindustrie bezeichnet werden. Einerseits befinden sich zwei Flughäfen in nächster Nähe zum See. Andererseits finden sich dort zahlreiche Unternehmen dieser Industriebranche.
Eurocopter, der weltweit führende Hubschrauberhersteller für zivile und militärische Modelle, hat einen Standort in Marignane, in direkter Nähe zum Flughafen Marseille. 2003 wurde in Marignane das Simulationszentrum Helisim im Auftrag von Eurocopter eröffnet. In der Nähe zur Stadt Istres, auf der Westseite des Étang de Berre gelegen, befindet sich ein weiterer Flughafen, der den Namen Istres – Le Tube trägt. Dieser Flughafen ist ein Militärflugplatz. Alleinstellungsmerkmal ist seine lange Landebahn, die mit 5 km Länge und 60 m Breite die längste in Europa ist und auch aus diesem Grund einer der Landeflughäfen für den Space Shuttle der NASA war. Auf dem Flughafengelände gibt es Entwicklungs- und Testcenter einiger namhafter Luft- und Raumfahrtunternehmen. Zu nennen sind Dassault Aviation, die im Bereich Militär mit der EADS zusammenarbeiten. Die Snecma SA stellt hier Flugzeugmotoren für Zivil- und Militärflugzeuge her. Als letztes zu nennen ist die Thales Group, die auch im Bereich der Zivil- und Militärflugzeugproduktion aktiv ist.

## Wasserkraftwerke
Die Électricité de France (EDF) hat zur Pegelregulierung des Flusses Durance, aber vorrangig zur Stromerzeugung ein breit angelegtes Projekt durchgeführt, das Staumauern, Kanäle und Wasserkraftwerke entlang der Flüsse Durance und Verdon beinhaltete. Der für den Étang de Berre bedeutsame Kanal ist jener, der nach Zusammenfluss des Durance und Verdon bei Jouques beginnt und in den See mündet. Das Projekt entstand aufgrund des hohen Energiebedarfs Frankreichs im Zuge des industriellen Ausbaus. Im Jahr 1950 lag der Grad der Eigenversorgung bei noch 67,5 %. Schon 1977 lag der Prozentsatz jedoch nur noch bei 21,7 %. Die EDF hat aus diesem Grund zahlreiche Wasserkraftwerke in ganz Frankreich errichten lassen. Die beiden Wasserkraftwerke in Salon und Saint-Chamas, die dem Étang de Berre am nächsten sind, dienen nicht nur der regionalen Versorgung, sondern auch der Sicherheit des gesamten Stromnetzes, da bei Bedarf eine sofort verfügbare Spitzenkapazität bereitgestellt werden kann, um so Zwischenfällen begegnen zu können.
Seitdem der Étang de Berre durch den 1863 gegrabenen und 1925 vertieften Caronte-Kanal mit dem Mittelmeer verbunden ist, hat sich dieser einstige Süßwassersee in einen Brackwassersee verwandelt und ist laut der Europäischen Wirtschaftsgemeinschaft ein Salzwassermoor. Vor diesem Hintergrund kommt es durch den Kanal und den Betrieb des Wasserkraftwerks in Saint-Chamas für den See zu einigen ökologische Problemen.

## Ökologische Probleme
In den Étang de Berre flossen und fließen Industrieabwässer der umgebenden Industriebetriebe. Am meisten Einfluss auf die Ökologie des Sees hat jedoch das Wasserkraftwerk von Saint-Chamas, das sich kurz vor dem See befindet und mit Wasser des Durance-Kanals betrieben wird. Dieses Kraftwerk trägt aufgrund einiger Punkte zur Beeinträchtigung des Brackwassersees bei, insbesondere komme es zu einer Entsalzung und Schichtenbildung des Wassers. Deshalb verklagte die Kommission der Europäischen Gemeinschaften die Französische Republik vor dem Europäischen Gerichtshof (EuGH) wegen Vertragsverletzung im „Übereinkommen zum Schutz des Mittelmeers vor Verschmutzung“ auf Grundlage der Verletzung folgender zwei Klauseln:
- Übereinkommen zum Schutz des Mittelmeers vor Verschmutzung – Artikel 4, Absatz 1 und 8 (Übereinkommen von Barcelona vom 16. Februar 1976)
- Protokoll über den Schutz des Mittelmeers gegen Verschmutzung vom Lande – Artikel 6, Absätze 1 und 3 (Protokoll von Athen vom 17. Mai 1980)

Verschmutzung ist der wesentliche Punkt in beiden Klauseln. Definiert wird dieser Begriff wie folgt:
„die unmittelbare oder mittelbare Zuführung von Stoffen oder Energie durch den Menschen in die Meeresumwelt, aus der sich abträgliche Wirkungen wie eine Schädigung der lebenden Schätze, eine Gefährdung der menschlichen Gesundheit, eine Behinderung von Tätigkeiten auf See einschließlich der Fischerei, eine Beeinträchtigung des Gebrauchswerts des Meerwassers und eine Verringerung der Annehmlichkeiten der Umwelt ergeben.“
Vom Wasserkraftwerk wird Süßwasser (3,09 Milliarden m³ zwischen 1966 und 2000) mit zugesetzten Stoffen in den See eingeleitet, die direkt oder indirekt den Sauerstoffgehalt des im See befindlichen Meeresmilieus beeinträchtigten, insbesondere solche, die eine Eutrophisierung des Ètang de Berre zur Folge haben. Es werden aber auch Stoffe eingeleitet, die auch wenn sie nicht toxisch sind, wegen der Menge in der sie eingeleitet werden, für das Meeresmilieu gefährlich werden können. Da es zudem durch den von der EDF betriebenen Kanal und durch das Wasserkraftwerk zur Einleitung von Schlämmen und Sedimenten in das Meeresmilieu des Sees und über den Caronte-Kanal auch zum Mittelmeer mit erwähnten Verschmutzungsfolgen kam, wurde die französische Republik aufgrund der Vertragsverletzung angeklagt.
Für den See haben die durch das Wasserkraftwerk eingeleiteten Mengen an Süßwasser, Schlämmen (50–80 % des Gesamtzuflusses) und Sedimenten zur Folge, dass der Salzgehalt sinkt, es also zur Entsalzung kommt und somit auch zur Schichtenbildung des Wassers. Auch kann eine übermäßige Zuführung von Nährstoffen und eine damit einhergehende Eutrophierung mit nachteiligen Folgen für Flora und Fauna belegt werden. Durch die Eutrophierung kommt es zu einer übermäßigen Pflanzenvermehrung und folglich zu einer Erhöhung organischer Masse und somit zu einem Sauerstoffmangel, der für eine erhöhte Sterblichkeit einiger Fischarten verantwortlich ist. Durch die großen Mengen an Schlamm und Sedimenten wird das Wasser des Sees getrübt, und es dringt weniger Licht durch, wodurch das Wasserpflanzenwachstum eingeschränkt wird. Abgelagerte Schlämme beeinflussen zudem auch die Tiefenfauna. Durch einige Studien und Untersuchungen konnte belegt werden, dass das von der EDF betriebene Wasserkraftwerk hauptverantwortlich für die Verschmutzung des Sees ist. Wobei die EDF argumentierte, dass der voll ausgelastete Betrieb des Kraftwerks, der natürlich auch die maximalen Mengen an zugeführten Süßwasser und Schlämmen zur Folge hat, aus Gründen der Aufrechterhaltung des Stromnetzes nötig war. Dieses Gegenargument der EDF wurde im Laufe der Verhandlung für nichtig erklärt, da es die EDF versäumte, den Bau einer 400.000 Volt-Entlastungsleitung voranzutreiben, der die Einleitung von Süßwasser, Schlämmen und Sedimenten erheblich verringert hätte. Dementsprechend wurde die französische Republik wegen des unterbliebenen Erlasses geeigneter Maßnahmen, um die massive und andauernde Verschmutzung des Étang de Berre zu verhüten, zu verringern und zu bekämpfen, am 7. Oktober 2004 verurteilt (EuGH, Rs. C-239/03).

## Weinanbau
Der Weinbau spielt in der Provence eine bedeutende Rolle. Das Klima mit fast 3000 Sonnenstunden pro Jahr sowie geringen Jahres-Niederschlagsmengen, die vor allem im Frühjahr und Herbst fallen, begünstigt den Weinanbau. So umschließt das Weinanbaugebiet Côteaux d’Aix en Provence, benannt nach der Stadt Aix-en-Provence, den gesamten See. Standorte für den Weinanbau sind die sechs der 49 zugelassenen Gemeinden Carry le Rouet, Gignac, Martigues, Miramas, Saint-Chamas und Berre L’Étang. Ausgebaut werden vor allem Rosé- (52 %) und Rotweine (42 %). Der Rest wird durch Weißwein abgedeckt.

## Städte von kultureller Bedeutung
Istres
Das Oppidum du Castellan (8. Jh.) deutet schon auf die lange Geschichte des Ortes hin. Im Musée du Vieil Istres werden zahlreiche Funde aus prähistorischen und antiken Zeiten gezeigt. Provenzalischen Charakter besitzt besonders die Altstadt von Istres, die oval angelegt ist und ursprünglich von einem Stadtwall umgeben war. Die wichtige Rolle, die Istres früher einmal gespielt haben mag, wird an ihrer qualitativ hochwertigen Architektur erkennbar (17. und 18. Jh.). Die Entwicklung des neuen Istres ist mit dem geschilderte Flug- und Flugversuchszentrum verbunden.
Martigues
Die Stadt Martigues ist zunächst bekannt für ihre Gärten. Durch den Caronte-Kanal besitzt die Stadt Anschluss zum Meer. Aufgrund der vielen Kanäle, kleinen Inseln und vielen Brücken wird Martigues auch als das „provenzalische Venedig“ bezeichnet. Im Ortsviertel quartier des pêcheurs, das sich am St. Sébastien-Kanal entlang zieht, finden sich noch farbenfroh bemalte alte Fischerhäuser aus dem 17. Jahrhundert, die schon Maler wie Dufy und Ziem inspirierten. Neben den noch wenigen verbliebenen Berufsfischern befinden sich heute am Hafen vor allem Freizeitkapitäne, Amateursportler und Hobbyangler. In einigen Kilometern Entfernung von der Stadt befinden sich der malerische Port de Carro und die schönen feinen Sandstrände der Côte Bleue.
Salon-de-Provence
Die Stadt Salon, eine der ältesten Städte der Provence und zugleich das alte Handelszentrum der Basse-Provence, zeichnet sich durch seine Altstadt aus. Die Stadtanlage selbst entwickelte sich um das imposante Château de l’Empéri, das leicht erhöht auf einem Hügel errichtet wurde und früher die Residenz des Erzbischofs von Arles war. Im Musée de l’Emperi finden sich zahlreiche militärische Exponate aus dem 17. Jahrhundert bis 1918. Neben dem Erzbischof lebte auch Nostradamus in Salon. Heute ist die Stadt auch wegen seiner Luftfahrtschule und der Patrouille de France, einer Flieger-Showeinheit, bekannt, die hier ihren Sitz hat.
Schon früh hat man hier Olivenöl und auch Seife hergestellt. So ist noch Vielen heute der Begriff „Savon de Marseille“ geläufig. Jeden Sommer finden hier zahlreiche Kultur- und traditionelle Veranstaltungen statt.